# 周梁有請
周梁有請是一個由香港有線新聞有限公司製作的清談節目，由前行政會議成員及自由黨副主席周梁淑怡主持。每周請來嘉賓傾談個人話題。節目於星期六晚上七時半播映。
此節目在中環有線新聞中心的錄影廠進行，由於每集的嘉賓均為各界舉足輕重的人物，備受社會關注，因此節目談及的內容亦有被報章輯錄刊登。

## 每集嘉賓
| 集數 | 播映日期       | 嘉賓   | 嘉賓簡介                                                     |
| 1    | 2009年9月5日   | 任志剛 | 香港金融管理局總裁                                           |
| 2    | 2009年9月12日  | 唐英年 | 政務司司長                                                   |
| 3    | 2009年9月19日  | 梁振英 | 行政會議召集人                                               |
| 4    | 2009年9月26日  | 林建岳 | 娛樂界及商界名人                                             |
| 5    | 2009年10月3日  | 陳南祿 | 香港國泰航空副主席以及太古股份有限公司董事                   |
| 6    | 2009年10月10日 | 鄧永鏘 | 中國傳統服裝品牌上海灘及香港、北京及新加坡中國會創辦人。     |
| 7    | 2009年10月17日 | 甘國亮 | 編劇、導演及演員                                             |
| 8    | 2009年10月24日 | 王維基 | 城市電訊（香港）有限公司、香港寬頻聯合創辦人兼主席及亞視顧問 |

## 資料來源
1. ↑  .   [2009年9月15日]. （原始内容存档于2022年3月19日）.